# Pterocheilus mirandus
Pterocheilus mirandus är en stekelart som beskrevs av Cresson 1897. Pterocheilus mirandus ingår i släktet palpgetingar, och familjen Eumenidae. Inga underarter finns listade i Catalogue of Life.